# Thecla vevenae
Thecla vevenae är en fjärilsart som beskrevs av Dyar 1918. Thecla vevenae ingår i släktet Thecla och familjen juvelvingar. Inga underarter finns listade i Catalogue of Life.